# Portal d'en Nin
El Portal d'en Nin, o Portal d'en Negrell, és un monument del municipi de Vilanova i la Geltrú (Garraf) protegit com a bé cultural d'interès local.

## Descripció
Es tracta d'un portal de gruix aproximat d'un metre, d'arc de mig punt a la banda de la plaça i d'arc rebaixat a la banda del carrer. Tots dos arcs són de pedra. El de mig punt està format per 15 dovelles sostingudes per brancals i el rebaixat està fet amb grans blocs. Damunt l'arc hi ha una edificació que forma part de la casa Nin. A la dreta de la part exterior del portal es conserva un fragment de l'antiga muralla, de fàbrica irregular.

## Història
El conjunt del portal d'en Nin i del fragment de muralla formava part de l'antic recinte fortificat de Vilanova de Cubelles. Les muralles tenien aproximadament un perímetre de 600 m. Aquest primitiu nucli de població constava de tres carrers paral·lels i un de perpendicular, i s'obria a l'exterior per quatre portals, el del Mar, el de Terra, el d'en Clarà i el d'en Negrell. Actualment només resta el d'en Negrell, o d'en Nin, que data del 1370 i es troba integrat a l'edifici de Can Ferrer Pi. Durant les obres de remodelació dels anys 1943-1945 es deixaren al descobert les restes de l'antiga muralla.
Al costat del portal hi ha la inscripció següent: "Portal del Nin o d'en Negrell. Construït durant el segle xiv i l'únic que es conserva del primer recinte fortificat de Vilanova."